# Unité urbaine de Bédarieux
L'unité urbaine de Bédarieux est une unité urbaine française centrée sur la commune de Bédarieux, dans le département de l'Hérault, en région Occitanie.

## Données générales
Dans le zonage réalisé en 2010, l'unité urbaine était composée de neuf communes.
Dans le nouveau zonage réalisé en 2020, elle est composée des neuf mêmes communes.
En 2022, avec 12 885 habitants, elle représente la 7e unité urbaine du département de l'Hérault et occupe le 44e rang dans la région Occitanie.
En 2021, sa densité de population s'élève à 122 hab/km2. Par sa superficie, elle représente 1,73 % du territoire départemental et, par sa population, elle regroupe 1,07 % de la population du département de l'Hérault.

## Composition 2020 de l'unité urbaine
Elle est composée des neuf communes suivantes :
| Nom                      | Code Insee | Département | Statut       | Superficie (km2) | Population (dernière pop. légale) | Densité (hab./km2) | Modifier                                    |
| ------------------------ | ---------- | ----------- | ------------ | ---------------- | --------------------------------- | ------------------ | ------------------------------------------- |
| Bédarieux (ville-centre) | 34028      | Hérault     | ville-centre | 27,82            | 5 820 (2022)                      | 209                | modifier les données · modifier les données |
| Les Aires                | 34008      | Hérault     | banlieue     | 20,54            | 613 (2022)                        | 30                 | modifier les données · modifier les données |
| Combes                   | 34083      | Hérault     | banlieue     | 10,97            | 321 (2022)                        | 29                 | modifier les données · modifier les données |
| Hérépian                 | 34119      | Hérault     | banlieue     | 8,77             | 1 559 (2022)                      | 178                | modifier les données · modifier les données |
| Lamalou-les-Bains        | 34126      | Hérault     | banlieue     | 6,18             | 2 421 (2022)                      | 392                | modifier les données · modifier les données |
| Le Poujol-sur-Orb        | 34211      | Hérault     | banlieue     | 4,58             | 944 (2022)                        | 206                | modifier les données · modifier les données |
| Le Pradal                | 34216      | Hérault     | banlieue     | 3,80             | 325 (2022)                        | 86                 | modifier les données · modifier les données |
| Taussac-la-Billière      | 34308      | Hérault     | banlieue     | 14,62            | 462 (2022)                        | 32                 | modifier les données · modifier les données |
| Villemagne-l'Argentière  | 34335      | Hérault     | banlieue     | 8,06             | 420 (2022)                        | 52                 | modifier les données · modifier les données |

## Évolution démographique
| 1968   | 1975   | 1982   | 1990   | 1999   | 2010   | 2015   | 2021   |
| ------ | ------ | ------ | ------ | ------ | ------ | ------ | ------ |
| 12 331 | 11 576 | 11 758 | 11 927 | 12 157 | 13 468 | 13 279 | 12 849 |

#### Données générales
- Unité urbaine en France
- Aire d'attraction d'une ville
- Liste des unités urbaines de France

#### Données démographiques en rapport avec l'unité urbaine de Bédarieux
- Aire d'attraction de Bédarieux
- Arrondissement de Béziers

#### Données démographiques en rapport avec l'Hérault
- Démographie de l'Hérault